# Дни на грохот
„Дни на грохот“ (на английски: Days of Thunder) е американски филм за състезания с коли от 1990 г., продуциран от Дон Симпсън и Джери Брукхаймър, и режисиран от Тони Скот. Това е първият от три филма с Том Круз и Никол Кидман в главните роли, а следващите два са „Далече, далече“ и „Широко затворени очи“.

## Сюжет
Внимание:  Текстът по-долу разкрива сюжета на произведението (или части от него)!
Коул Трикъл (Том Круз) е самоуверен автомобилен състезател, който се сблъсква с безмилостна конкуренция на пистата. Той безспорно има талант, но няма идея как да постигне успех с него. Когато Тим Даланд (Ранди Куейд) поръчва на ветерана Хари Хоги (Робърт Дювал) нов модел кола и наема Коул да я кара, Хари трябва да внуши на младока своята философия на победата и да го научи как да канализира необработената си дарба, за да постигне успех – „да контролира нещо, което е извън контрол“. Коул веднага се спречква със звездата на марката – Роуди Бърнс (Майкъл Рукър), резултатът от което е, че и двамата се озовават в болницата, а колите им са потрошени. Там Коул се увлича по д-р Клер Левики (Кидман), която наблюдава възстановяването му.

## В ролите
| Актьор       | Роля            |
| ------------ | --------------- |
| Том Круз     | Коул Трикъл     |
| Робърт Дювал | Хари Хоги       |
| Майкъл Рукър | Роуди Бърнс     |
| Ранди Куейд  | Тим Даланд      |
| Никол Кидман | д-р Клер Левики |
| Кари Елуис   | Ръс Уилър       |
| Джон Райли   | Бък Бредертън   |
| Дон Симпсън  | Алдо Бенедети   |